# Antiguo Hospital Civil

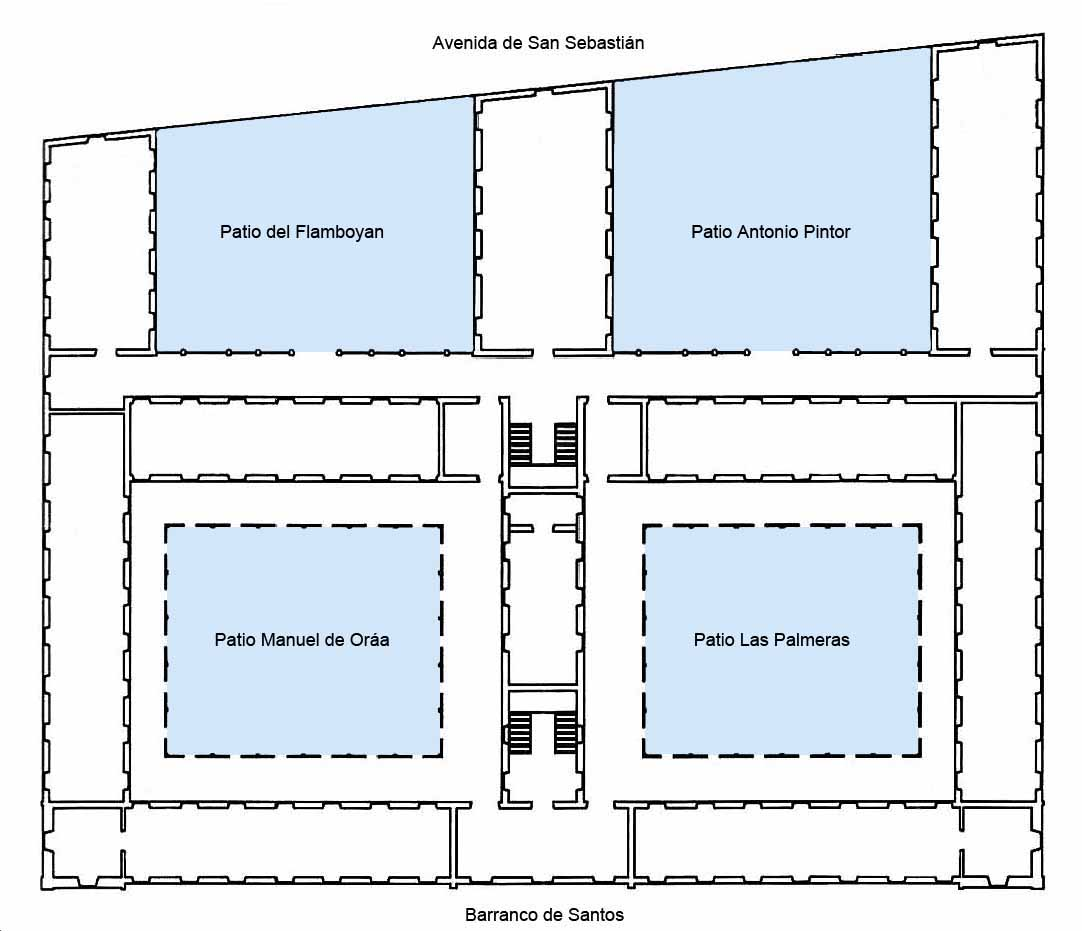
Grundriss des Hospital de Nuestra Señora de los Desamparados

Das Gebäude des Antiguo Hospital Civil de Nuestra Señora de los Desamparados (Ehemaliges Bürgerkrankenhaus Unserer Lieben Frau der Schutzlosen) in Santa Cruz de Tenerife wurde bis 1971 als Krankenhaus genutzt. Es wurde 1983 zum Monumento histórico artístico und 2008 mit der Umgebung zum Bien de Interés Cultural erklärt. Im Jahr 2002 wurde dort das Museo de la Naturaleza y el Hombre (Museum der Natur und des Menschen) eröffnet.

## Geschichte des Gebäudes
Das Hospital de Nuestra Señora de los Desamparados war die erste wohltätige Einrichtung in Santa Cruz de Tenerife. Die Kleriker Rodrigo Logman van Udeen und Ignacio Logman van Udeen (Gemeindepfarrer der Kirche Nuestra Señora de La Concepción) stellten fest, dass die Kranken und hilflosen Alten in den Höhlen des Barrancos de Santos und anderen Stellen des Ortes lebten, ohne gepflegt zu werden. Deswegen bewirkten die Gebrüder Logman, dass der Graf von Gomera und Markgraf von Adeje im Jahr 1745 gegen eine jährliche Zahlung von 40 Reales Grundstücke, die direkt am Barranco de Santos lagen bereitstellte. Die Gebrüder Logman setzten ihr gesamtes Vermögen für den Bau und die Ausstattung des Krankenhauses ein. Eine karitative Handlung, die ihnen den Titel „Väter der Armen und des gesamten Volkes“ einbrachte.
Die Bauarbeiten an dem Krankenhaus begannen am 11. Februar 1746. Als die Geistlichen im nächsten Jahr verstarben, konnten die Arbeiten durch einen Beitrag aus der Privatkasse des Bischofs Juan Francisco Guillén weitergeführt werden. Darüber hinaus beteiligten sich viele wohlhabende Bürger der Stadt an der Finanzierung.
Die Einrichtung war zu Beginn sehr einfach: Zwei Krankensäle mit 15 Betten für Frauen und 15 für Männer, eine Küche und ein Essraum. Im Zentrum des Gebäudes gab es einen schönen Patio dessen gut gepflegter Garten dazu diente die Genesenden zu erfreuen. Das Krankenhaus besaß weiter oberhalb im Barranco, dort wo sich heute der Tenerife Espacio de las Artes befindet, eine Reihe von Gärten, in denen Gemüse für die Kranken angebaut wurde. Außerdem wurden dort Schweine gehalten. Am 16. Juli 1749 wurde die Hauskapelle geweiht. Im Verlauf der zweiten Hälfte des 18. und der ersten Hälfte des 19. Jahrhunderts wurden neue Räume entsprechend der Notwendigkeiten angefügt. Das einfache zweistöckige Krankenhausgebäude zeigte ein wirres Durcheinander von architektonischen Stilen. 
Die Stadtverwaltung von Santa Cruz de Tenerife übernahm am 20. Juni 1849 die Verantwortung für das Krankenhaus bis ein königliches Gesetz vom 20. Dezember 1853 die Provinzen als zuständig für alle Wohlfahrtseinrichtungen erklärte. Die Provinzregierung beschloss neue medizinische Verfahren einzuführen und die sanitären Einrichtungen zu verbessern. Manuel de Oraá wurde mit der Planung eines Neubaus beauftragt. Die Pläne wurden am 6. Februar des Jahres 1854 von Madrid genehmigt. Wegen fehlender Mittel begannen die Arbeiten erst einige Jahre später. Sie dauerten über ein Jahrzehnt an.

Hospital de Nuestra Señora de los Desamparados

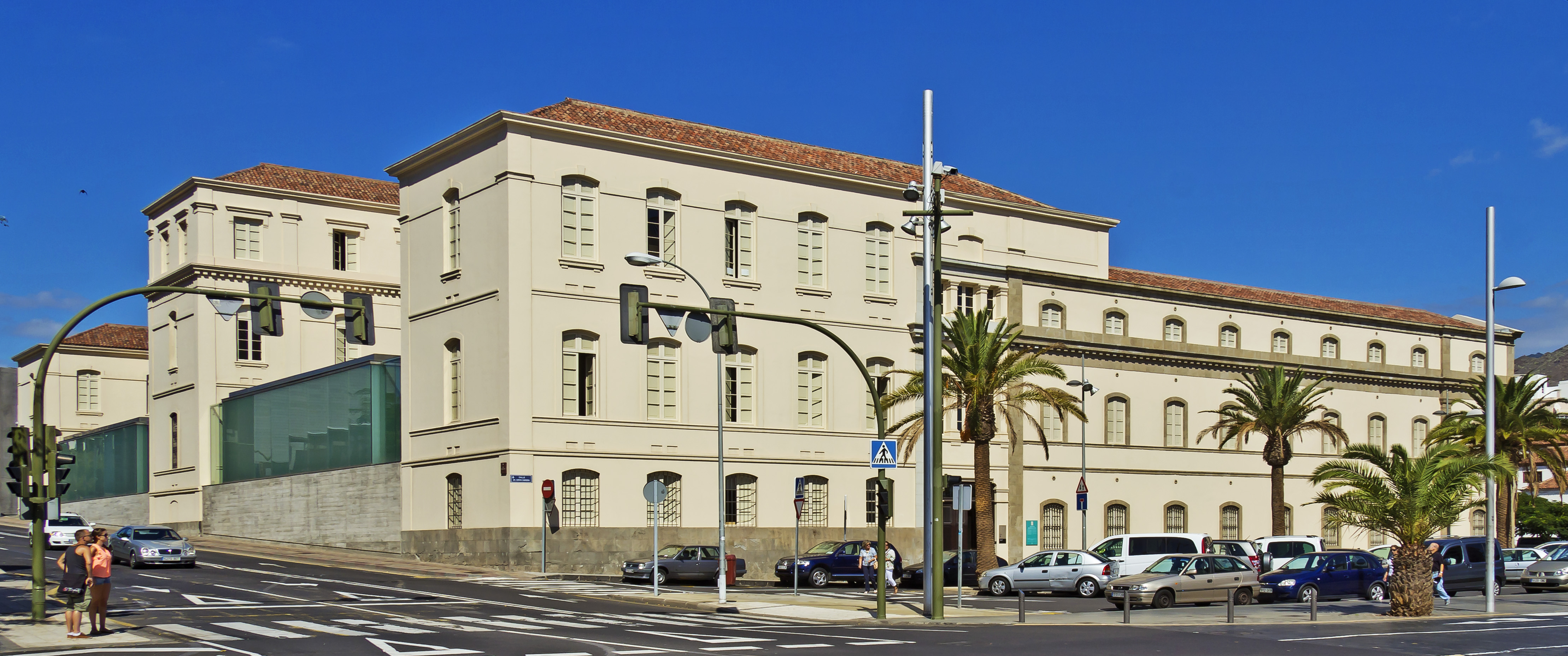
Süd- und Ostseite des Gebäudes

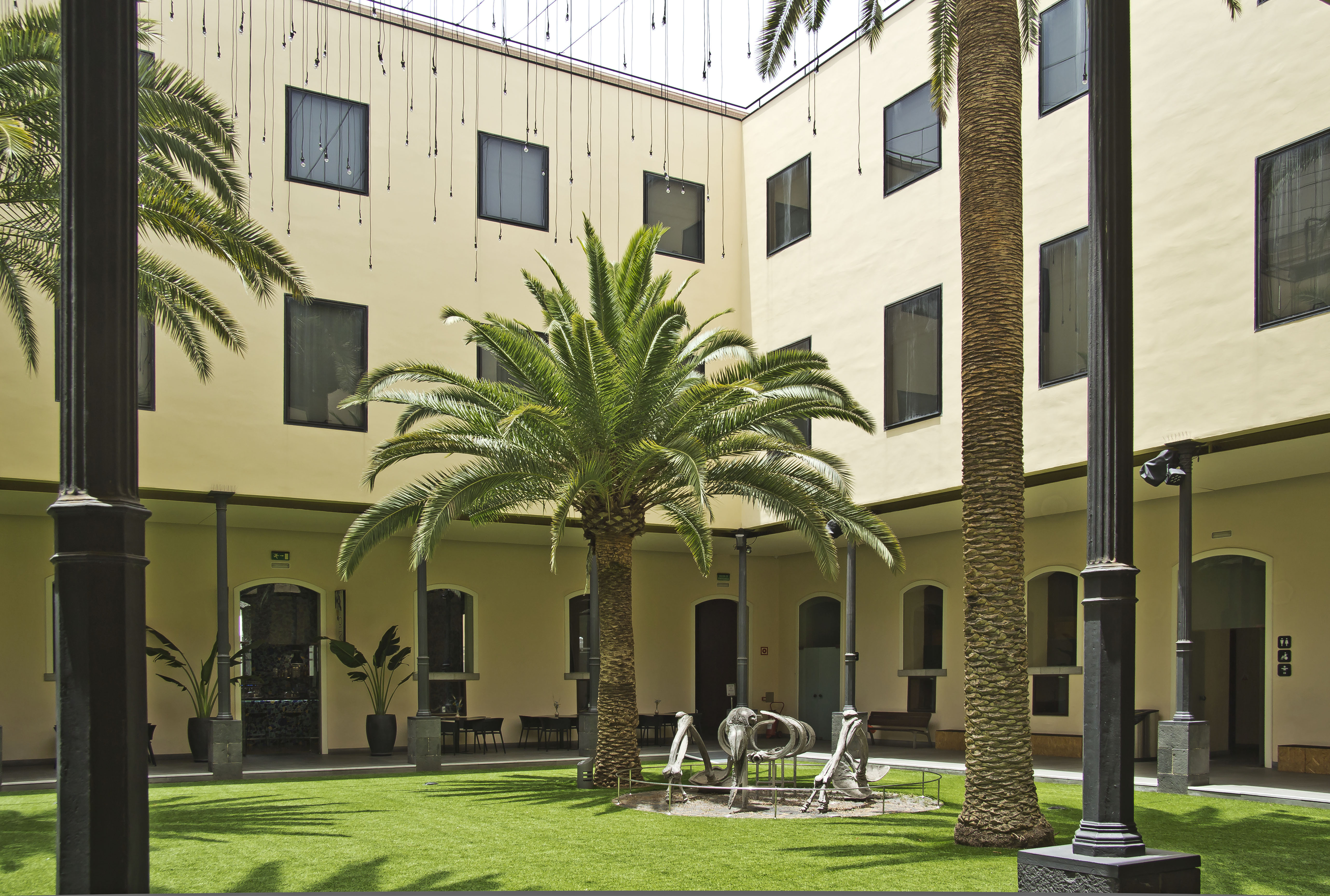
Patio de Los Palmeras

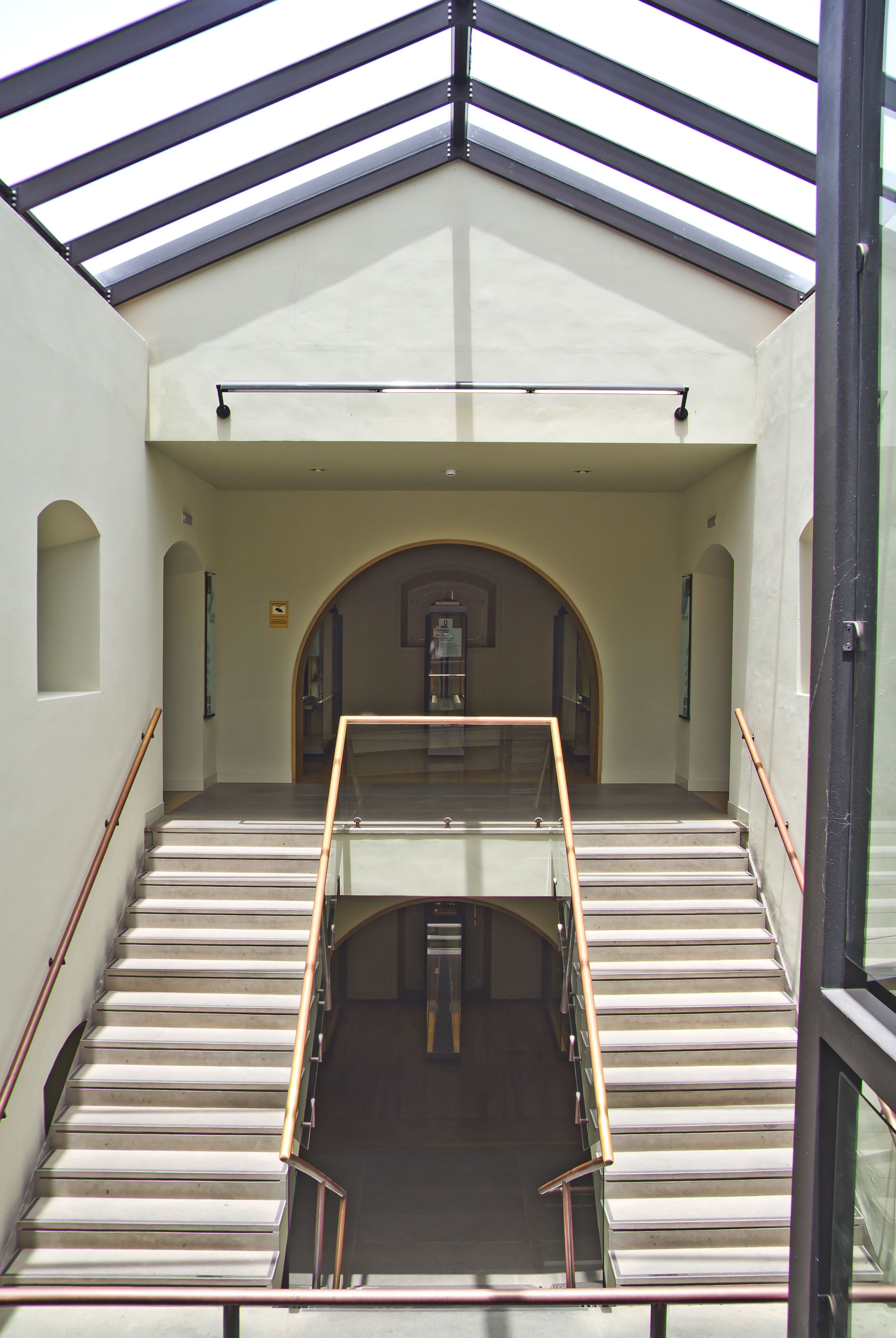
Neues Treppenhaus

Die Hauptfassade wurde 1884 vollendet. Am 17. März 1888 zerstörte ein Brand den kompletten alten Teil des Gebäudekomplexes. Der Wiederaufbau geschah nach den Plänen Manuel de Oráas. Als der im Februar 1889 starb, übernahm Manuel de Cámara die architektonische Leitung. Im Jahr 1898 wurde die Bronzefigur der Caridad (Nächstenliebe) über dem Giebel des Mittelrisalits aufgestellt.
Im Jahr 1914 gingen alle wohltätigen Einrichtungen auf den Kanarischen Inseln in die Verantwortung der neu gegründeten Cabildos über. Der Cabildo de Tenerife plante eine Erweiterung des Krankenhausgebäudes in Richtung Süden. Die Entwürfe des Architekten Antonio Pintor dafür wurden 1920 genehmigt. Das Gebäude erhielt drei zusätzliche Flügel die zwei nach Süden offene Patios umfassen. Die technische Einrichtung wurde verschiedentlich erneuert und auch moderne medizinische Behandlungsverfahren konnten in dem Krankenhaus angewendet werden. Die Eröffnung des Hospital General y Clínico de Tenerife in San Cristóbal de La Laguna  (heute Hospital Universitario de Canarias) machte das Krankenhaus in Santa Cruz de Tenerife überflüssig. Es wurde im Jahr 1971 geschlossen.
Durch die Architektin María Nieves Febles Benítez und den Architekten Agustín Cabrera Domínguez wurde das historische Gebäude im Auftrag des Cabildo Insular de Tenerife ab 1994 renoviert und den Bedürfnissen des Museo de la Naturaleza y el Hombre angepasst, das am 9. Januar 2002 von Königin Sofía eröffnet wurde.

## Beschreibung
Der Gebäudekomplex besteht aus zehn Gebäudeflügeln die um zwei geschlossene und zwei einseitig offene Höfe angeordnet sind. Die klassizistische, mehr als siebzig Meter breite Hauptfassade in Richtung Norden wird durch einen kaum aus der Fläche heraustretenden Mittelrisalit und zwei Eckrisalite gegliedert. Das Dachgeschoss wird durch einen Zahnfries abgetrennt. Der Mittelrisalit hat vier, die Seitenrisalite haben zwei flache Pilaster, die sich ununterbrochen über zwei Stockwerke hinziehen und in die Dreiecksgiebel übergehen. Im Tympanon des Mittelrisalits erscheint das alte Provinzialwappen der Kanarischen Inseln. Der mittlere Dreiecksgiebel wird von einer Bronzefigur gekrönt die die Karitas darstellen soll. In den Flächen zwischen den Pilastern finden sich Öffnungen mit Segmentbögen, im ersten Obergeschoss Fenstertüren mit Balkongittern aus Schmiedeeisen. Die Faschen der Öffnungen in den Risaliten sind stärker ornamentiert als die in den Zwischenflächen. Am Haupteingang ist ein Schlussstein hinzugefügt. In den beiden alten Patios werden die heute geschlossenen Galerien durch Gusseisensäulen getragen. Die sieben alten Gebäudeflügel haben von außen gesehen zweieinhalb die drei neuen, etwas höheren haben drei bzw. vier komplette Stockwerke.